# Breddorf
Breddorf es un municipio situado en el distrito de Rotemburgo del Wumme, en el estado federado de Baja Sajonia (Alemania). Tiene una población estimada, a finales de 2020, de 1031 habitantes.
Está ubicado a poca distancia al este de la ciudad de Bremen y al oeste de Hamburgo.